# 岩屋寺 (島根県奥出雲町)
岩屋寺（いわやじ）は、島根県仁多郡奥出雲町にある真言宗御室派の寺院。山号は金巌山。本尊は十一面観音菩薩。飛鳥時代から奈良時代にかけて活躍した高僧・行基（668～749）が開祖といわれる。

## 歴史

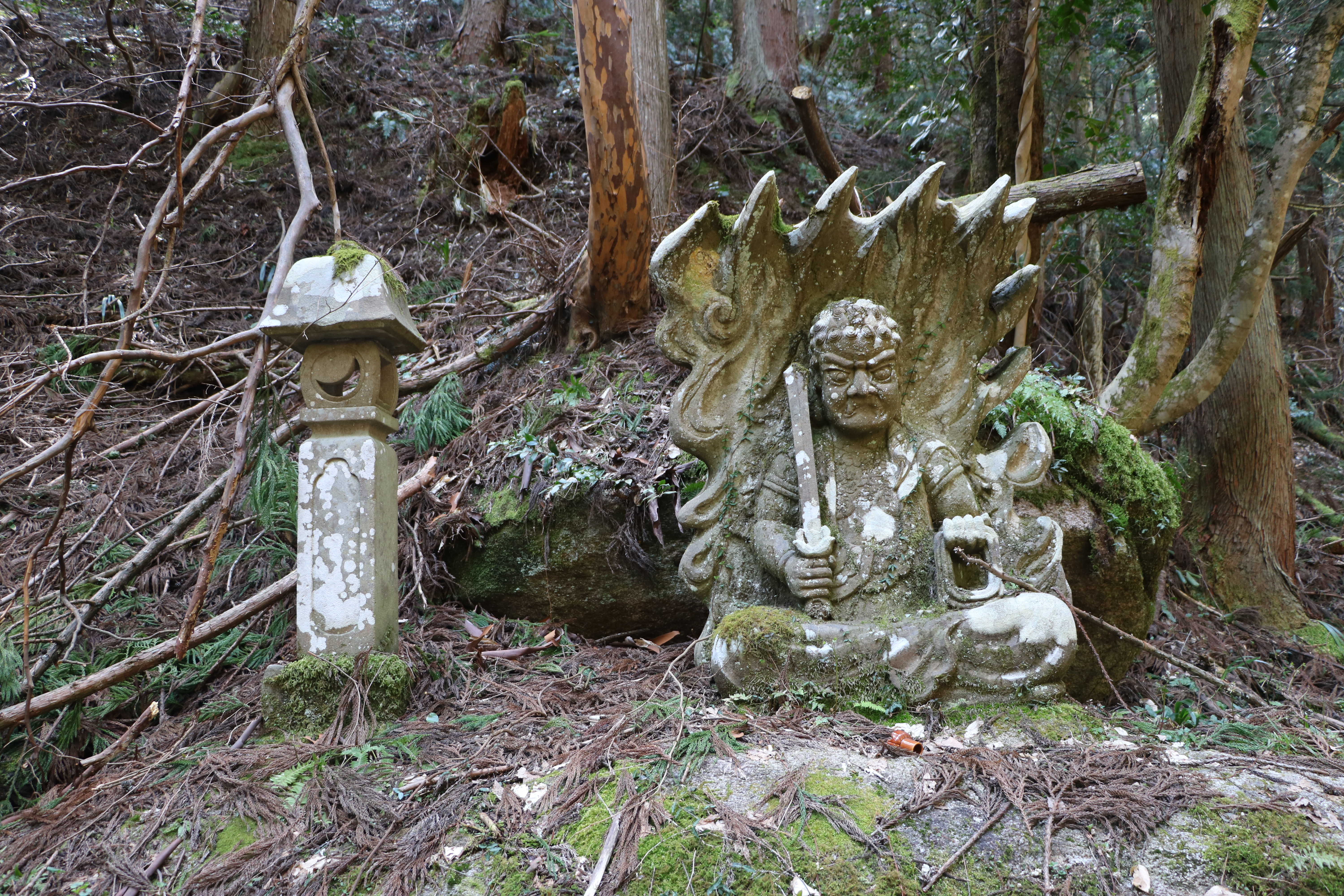
参道沿いにある石造物。
2021年3月26日撮影。

寺伝によれば、天平勝宝8年の創建で、聖武天皇・勅願所であったという。もとは古義真言宗で高野山を本山としていた。横田庄が石清水八幡宮の荘園になってから、伯耆の大山寺、出雲の鰐淵寺等のように、蔵王信仰・修験道も入り荘園の信仰の中心となった。

## 文化財

### 国の天然記念物
- 岩屋寺の切開（きりあけ） - 岩屋寺山の中腹にある小峡谷、長さは80mに過ぎないが、両岸は高さ20m～10mの切り立った岩壁で、間隔は狭く、上部はわずかに1.5m、下部は3.5mと下方において広い。粗粒の黒雲母、花崗岩が直立した節理面に沿って侵食でできたもので、地理学的には極幼年性V字谷で上部より下部において広いのはまれなものであるという。

## その他
・岩屋寺の仁王像-岩屋寺の入り口に残る仁王門に安置されていた二体の仁王像は現在、オランダのアムステルダム美術館が所有。